# Kuyuluhöyük, Çınar
Kuyuluhöyük là một xã thuộc huyện Çınar, tỉnh Diyarbakır, Thổ Nhĩ Kỳ. Dân số thời điểm năm 2008 là 258 người.